# Lova Olsson
Lova Olsson, född 1970, är en svensk journalist, verksam som politikreporter på Sveriges Radio.

## Biografi
Efter uppväxten i Kramfors inledde Olsson sin journalistiska karriär vid Västernorrlands Allehanda, innan hon började på Svenska Dagbladet 1993. På Svenska Dagbladet arbetade Olsson bland annat med att bevaka skolfrågor och sociala frågor innan hon från och med riksdagsvalet 2002 började bevaka inrikespolitik.
Tillsammans med Lena Hennel, reporterkollega på Svenska Dagbladet, skrev Lova Olsson 2013 en biografi om Stefan Löfven som heter Humlan som flyger.
Sedan 2014 arbetar Olsson vid Sveriges Radios Ekoredaktion som politikreporter. Som sådan medverkar hon förutom i nyhetssändningarna även i andra av Sveriges Radios program och poddar, till exempel i Druid & Zimmerman Show.